# Thomas Barnes
Thomas Wilson Barnes (ur. 1825, zm. 1874) – jeden z czołowych szachistów angielskich drugiej połowy XIX wieku.

## Życiorys
Wśród wszystkich szachistów Barnes miał najlepszy bilans partii przeciwko Morphy'emu podczas jego wizyty w Europie w 1858 r. Jeden z wariantów partii hiszpańskiej bywa nazywany obroną Barnesa (1. e4 e5 2. Sf3 Sc6 3. Gb5 g6). Jest on także autorem debiutu 1.f3. Cierpiąc na nadwagę, zdecydował się na kurację odchudzającą i utracił prawie 60 kilogramów w ciągu 10 miesięcy, co okazało się dla niego śmiertelne.
Według retrospektywnego systemu Chessmetrics, najwyżej sklasyfikowany był w styczniu 1860 r., zajmował wówczas 9. miejsce na świecie.